# Michela Ponza
Michela Ponza, née le 12 février 1979 à Bolzano, est une biathlète italienne. 

## Biographie
Elle entre dans l'équipe nationale italienne en 1994, puis participe à la Coupe du monde à partir de 1998, année où elle remporte une médaille d'argent aux Championnats du monde junior à l'individuel.
Son premier podium en coupe du monde intervient durant la saison 2002-2003 lors de la poursuite d'Oslo-Holmenkollen (3e place). Son deuxième podium a lieu trois ans plus tard au même endroit. Elle obtient un troisième podium dans la capitale norvégienne en 2008 en terminant deuxième de la mass start, spécialité dont elle se place troisième au classement de la Coupe du monde cet hiver. Elle compte deux autres podiums cette année, obtenus consécutivement à Pyeongchang.
Elle participe à quatre éditions des Jeux olympiques de 2002 à 2014, obtenant son meilleur résultat lors de la poursuite des Jeux olympiques de 2006 à Turin qu'elle achève au cinquième rang.
Lors des Championnats du monde 2013, elle décroche la médaille de bronze dans le relais avec Karin Oberhofer, Nicole Gontier et Dorothea Wierer.
En 2014, elle met à terme à sa carrière sportive.
Elle devient ensuite de l'équipe junior féminine de biathlon, obtenant notamment de multiples médailles aux Championnats du monde junior 2017.

## Palmarès

### Jeux olympiques
| Épreuve / Édition                   | Individuel | Sprint | Poursuite | Départ en masse | Relais | Relais mixte                     |
| Jeux olympiques 2002 Salt Lake City | 36e        | 46e    | 38e       | —               | 11e    | Épreuve inexistante à cette date |
| Jeux olympiques 2006 Turin          | 17e        | 13e    | 5e        | 11e             | 12e    | Épreuve inexistante à cette date |
| Jeux olympiques 2010 Vancouver      | 27e        | 42e    | 49e       | —               | 10e    | Épreuve inexistante à cette date |
| Jeux olympiques 2014 Sotchi         | —          | 38e    | 48e       | —               | 6e     | —                                |

- — : N'a pas participé à l'épreuve.
- : épreuve inexistante ou non olympique.

### Championnats du monde
| Mondiaux \ Épreuve      | Individuel               | Sprint                   | Poursuite                | Départ en masse          | Relais                    | Relais mixte                     |
| 2000 Oslo-Holmenkollen  | 23e                      | 13e                      | 23e                      | —                        | —                         | Épreuve inexistante à cette date |
| 2001 Pokljuka           | 38e                      | 23e                      | 22e                      | 30e                      | 8e                        | Épreuve inexistante à cette date |
| 2002 Oslo-Holmenkollen  | JO Salt Lake City        | JO Salt Lake City        | JO Salt Lake City        | 30e                      | JO Salt Lake City         | Épreuve inexistante à cette date |
| 2003 Khanty-Mansiïsk    | 13e                      | 30e                      | 29e                      | —                        | 12e                       | Épreuve inexistante à cette date |
| 2004 Oberhof            | 55e                      | 64e                      | —                        | —                        | 12e                       | Épreuve inexistante à cette date |
| 2005 Hochfilzen         | 14e                      | 46e                      | 35e                      | 14e                      | 13e                       | 19e                              |
| 2006 Pokljuka           | Jeux olympiques de Turin | Jeux olympiques de Turin | Jeux olympiques de Turin | Jeux olympiques de Turin | Jeux olympiques de Turin  | 12e                              |
| 2007 Antholz-Anterselva | 24e                      | 6e                       | 8e                       | 21e                      | 8e                        | 6e                               |
| 2008 Östersund          | 39e                      | 13e                      | 22e                      | 9e                       | 10e                       | 5e                               |
| 2009 Pyeong-Chang       | 38e                      | 17e                      | 13e                      | —                        | DNF                       | 7e                               |
| 2011 Khanty-Mansiïsk    | 27e                      | 22e                      | 14e                      | 10e                      | 4e                        | 5e                               |
| 2012 Ruhpolding         | 9e                       | 23e                      | 40e                      | 28e                      | —                         | 9e                               |
| 2013 Nove Mesto         | 41e                      | —                        | —                        | —                        | Médaille de bronze, monde | —                                |

Légende :

 : première place, médaille d'or

 : deuxième place, médaille d'argent

 : troisième place, médaille de bronze

 : épreuve inexistante

DNF : n'a pas terminé l'épreuve

### Coupe du monde
- Meilleur classement général : 10e en 2008 et 3e du classement de la mass-start en 2008.
- 7 podiums individuels : 4 deuxièmes places et 3 troisièmes places.
- 1 podium en relais mixte : 1 deuxième place.

#### Classements en Coupe du monde
| Saison    | Classement général final | Individuel | Sprint | Poursuite | Mass start |
| 1998-1999 | 57e                      | 38e        | 58e    | nc        |            |
| 1999-2000 | 38e                      | 52e        | 30e    | 37e       |            |
| 2000-2001 | 44e                      | nc         | 38e    | 46e       | 41e        |
| 2001-2002 | 35e                      | 48e        | 28e    | 23e       | 42e        |
| 2002-2003 | 25e                      | 18e        | 26e    | 22e       | 29e        |
| 2003-2004 | 20e                      | 28e        | 19e    | 17e       | 24e        |
| 2004-2005 | 19e                      | 20e        | 25e    | 19e       | 8e         |
| 2005-2006 | 16e                      | 36e        | 13e    | 6e        | 18e        |
| 2006-2007 | 30e                      | 19e        | 38e    | 31e       | 30e        |
| 2007-2008 | 10e                      | 12e        | 14e    | 10e       | 3e         |
| 2008-2009 | 18e                      | 24e        | 18e    | 15e       | 23e        |
| 2009-2010 | 52e                      | 14e        | nc     | 75e       |            |
| 2010-2011 | 22e                      | 27e        | 23e    | 20e       | 23e        |
| 2011-2012 | 19e                      | 21e        | 26e    | 21e       | 17e        |
| 2012-2013 | 39e                      | 37e        | 55e    | 30e       | 39e        |
| 2013-2014 | 66e                      | nc         | 68e    | 64e       |            |

### Championnats du monde junior
- Médaille d'argent de l'individuel en 1998.
- Médaille de bronze de la poursuite en 1999.

### Jeux mondiaux militaires d'hiver
| Épreuve / Édition   | Annecy 2013 |
| 7,5 km sprint       | Bronze      |
| Sprint par équipes  | Or          |
| Patrouille féminine | Argent      |